# Тетяна Гавриленко
Тетяна Гавриленко — українська та латвійська художниця, що працює в жанрі пісочної анімації та класичного олійного живопису. Українська учасниця міжнародної виставки «From Waste to Art 2015», Баку, Азербайджан.

## Творчість
У кінці 2015 року переїхала до Латвії, де продовжує творчу діяльність. У 2004.році вступила у Київський Національний художній університет на Театральний факультет, за спеціальністю режисер естради та масових заходів, навчання закінчила у 2010 році.

### Режисерська діяльність
Разом з молодіжним театром «Black and white» поставила молодіжний спектакль «Стиляги» на сцені Міського Палацу Культури міста Кременчук.

## Пісочна анімація
Пісочною анімацією почала займатися у 2014 році. З 2014 року виступила з пісочною анімацією у 10 країнах, таких як: Латвія, Литва, Росія, Україна, Азербайджан, Катар, Німеччина, Швейцарія, Угорщина та Естонія. Найпопулярніше відео «Пісочне кіно про Ригу» — https://www.youtube.com/watch?v=YCIIlNu7IaU
Найкращі проекти;
- Участь у міжнародній виставці «From Waste to Art» у Баку[6];
- Участь у церемонії закриття фіналу змагань по гандболу за підтримкою еміра Катара;
- Великий концерт пісочної анімації «Титанік»[7] в Україні та Латвії;
- Участь у фестивалі «Made in Ukraine[8]» в Юрмалі, разом зі студією «Квартал 95».
- Участь у шоу «Танці с Зірками»[9] з парою Камалія та Дмитро Жук;
- Кіно в стилі пісочної анімації для міжнародного єкологічного форуму «Байкал»[10];

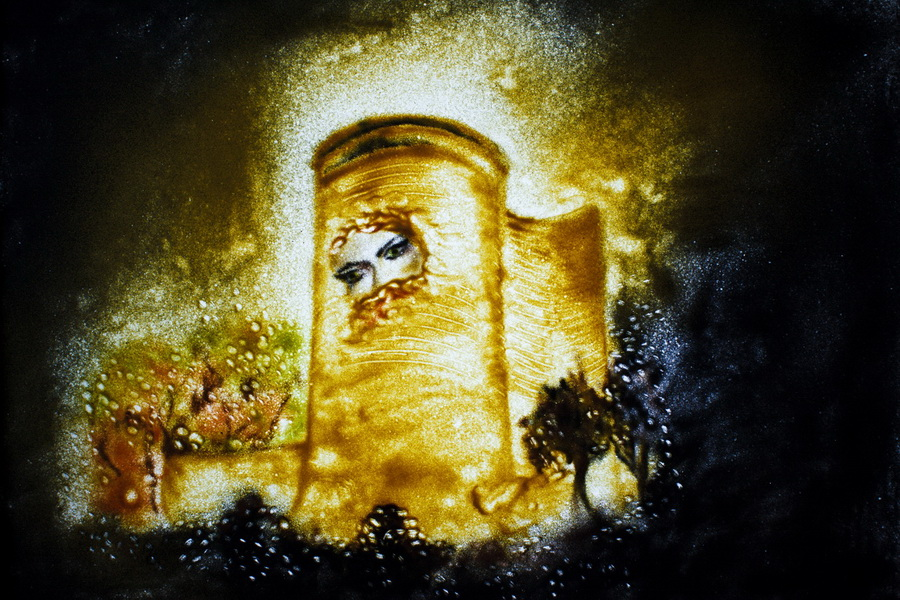
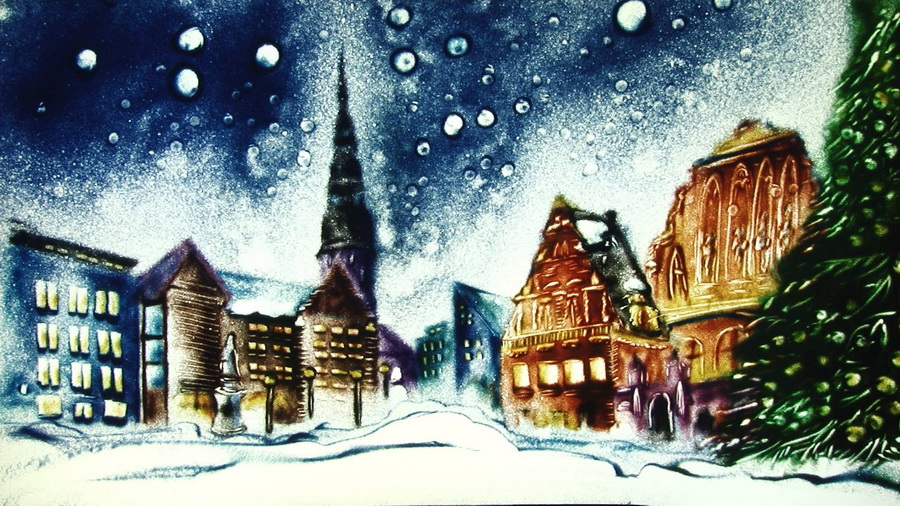
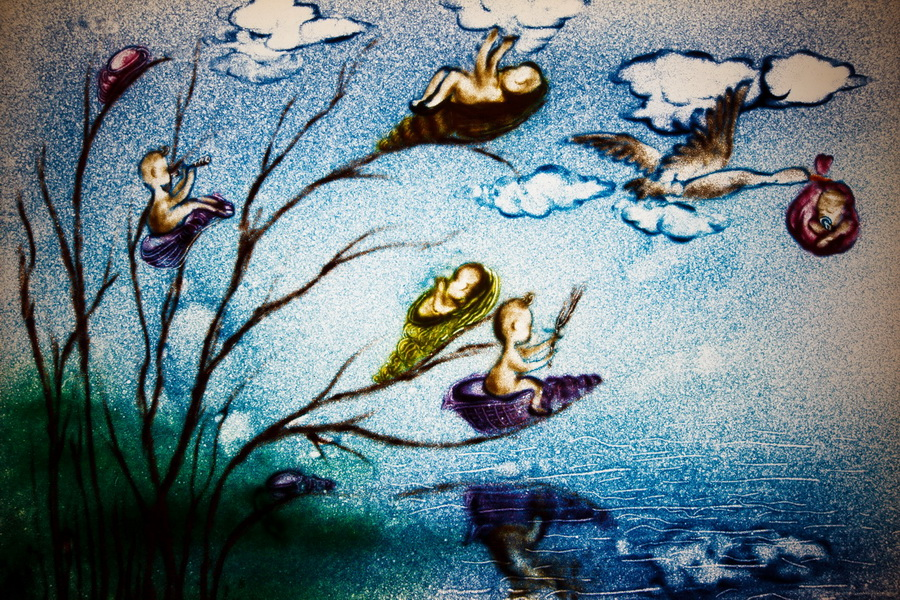

- Кіно в стилі пісочної анімаціі для посла доброї волі ООН в Україні — Мар’яни Савки;

### Пісочна школа «Sand Day»
В 2015 році заснувала школу малюванням піском «Sand Day», у школі вчилися діти від 3 років, школярі, дорослі і мами з дітьми. Школа створювалася для розвитку пізнавальних процесів, розвитку творчого потенціалу і гармонізації психоемоційного стану. Одним з напрямків малювання піском була робота з Українським дітям, постраждалим на сході України.

### Пісочний концерт «ТИТАНІК»
У 2015 році спільно з продюсерською компанією чоловіка, режисувала і взяла участь як актриса і художник в пісочному концерті «ТИТАНІК», у великому залі Міського Палацу Культури м. Кременчук. 
Концерт проходив у супроводі класичної музики виконуваним скрипковим ансамблем. Звучали твори відомих композиторів Рахманинова, Хачатуряна і Скорика. Трагічну історію любові, відому в всьому світі завдяки оскароносному фільму «Титанік» художниця намалювала в стилі пісочної анімації. У 2017 році оновлена версія пісочного концерту «ТИТАНІК» пройде в Ризі, разом із скрипковим квартетом «Sinfonietta Riga» у концертном залі «Splendid Palace».

### Пісочний концерт «Кавказька полонянка»
У 2015 році відбувся пісочний концерт, Тетяна Гавриленко взяла в нім участь як актриса і пісочний художник, а також написала та поставила для нього сценарій.

### Участь в міжнародній виставці «From Waste to Art»
У 2015 році подала заявку на участь в міжнародній виставці From Waste to Art, яка проходила в 4 раз в Азербайджані, місті Баку. Відкриття виставки відбулася 14 липня 2015 року. У виставці брали участь 23 художники з 17 країн. Учасникам було необхідно з відходів створити витвори мистецтва, для подальшої виставки цих робіт в музеї проекту. Тетяна Гавриленко, як майстер пісочної анімації створила інсталяцію «Розпочни з себе — зміни світ». Стенд був створений з паперу і пластикових відходів.
На експозиції представлені 3 предмети: земля — зі вбудованим столом для малювання піском, та камера, — яка передає зображення, контур Азербайджану — усередині якого ТВ-плазма, і саме на ній ми бачимо все, що людина малює на столі, табличка з гаслом — який дає нам зрозуміти суть експозиції. Кожна людина, що проходить, з легкістю зможе помалювати піском на столі і побачити, як цей малюнок відтворюватися на ТВ-плазмі. Візуально і тактильний кожен відчує, як його рухи, думки, вчинки тут же впливають на картинку країни. Що ці рухи легкі та такі прості, між тим мають свій вклад і велике значення.

### Робота зі студією «КВАРТАЛ 95»
У 2016 році в Юрмалі відбувся фестиваль гумору від студії «КВАРТАЛ 95». У рамках цього фестивалю була побудована сцена на головній вулиці міста Юрмали, Тетяна Гавриленко брала участь у фестивалі з номерами пісочної анімації. «Три дні денних концертів були присвячені трьом містам України : Львів, Київ, Одеса. І щодня була різна і унікальна пісочна історія про конкретне місто. «У пісочній анімації я намагалася розповісти про найважливіше, передати атмосферу цих міст, показати їх мальовничі місця, важливі історичні композиції» — каже Тетяна Гавриленко.

### Участь у шоу «Хвилина Слави»
У 2017 році брала участь в кастингу в шоу проєкті «Хвилина Слави». Спеціально для першого теле-ефіру створила пісочну анімацію "Ленінград 1941». https://www.youtube.com/watch?v=Ck1h1UUG3hw

### Участь у шоу «Танці з Зірками»
У 2017 році брала участь в шоу проекті «Танці с Зірками» на каналі 1+1. Спеціально для танцю Камалії та Дмитра Жука створила пісочну анімацію «Титаник». https://www.youtube.com/watch?v=GemvQbC--Fo

## Олійний живопис
У 2016 році відкрила персональну виставку «Love is the only way». Любов - єдиний шлях. Виставка проходила 30 Травня — 11 червня, у виставковій алеї «GALERIJA CENTRS». На відкритті виставки був присутнім посол України в Латвії Євгеній Перебейнис і актриса російського драматичного театру Наталія Смирнова. «Цінуйте любов в усіх її проявах, бережіть її» — це головна мета виставки, яку художник хоче донести до людей. Берегти любов, означає зберігати віру і йти далі, нести любов, передавати її з поколінь в покоління — наша головна місія на землі».

## Виставки картин маслом
У виставках картин, Тетяна Гавриленко бере участь з 2016 року.

### Персональні виставки
«Love is the only way» у 2016 році — Рига[недоступне посилання з червня 2019]
«Love is the only way» у 2016 році — Екабпилс